# Klekner Alajos

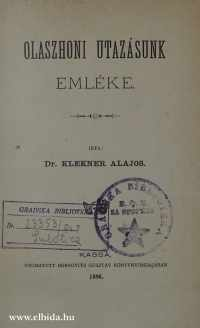
Olaszhoni utazásunk emléke című művének fedlapja

Dernői Klekner Alajos, Klekner Alajos Nikodém Antal (Aloysius Nicodemus Antonius) (Rédova, 1836. június 1. – Nyíregyháza, 1920. vége) jogász, jogakadémiai igazgató, műfordító.

## Élete
Klekner János és Belitzky Mária fiaként született a Gömör vármegyei Rédován (ma Sajóréde), 1836. június 5-én keresztelték Dobsinán.
Iskoláit a rozsnyói és kassai premontreieknél végezte 1853-ig, majd fél évig a bécsi Pázmáneumban tanult teológiát. 1855–1856-ban gróf Andrássy Dénes krasznahorkaváraljai uradalmában igazgatósági írnok volt. Innen került Pestre, ahol 1856-tól 1860-ig jogot hallgatott, 1860. augusztus 14-én abszolutóriumot kapott és gyakornokká nevezték ki az akkori budapesti császári és királyi törvényszékhez; október 1-jén ugyanott auscultans lett. Ezen állásából 1861 áprilisában felmentették, s behívták az időközben életbe léptetett királyi táblához. 1862 májusában megszerezte a közügyvédi, júliusban pedig a váltóügyvédi oklevelet. 1863 januárjában a Pesti Királyi Tudományegyetemen jogtudományi doktorrá avatták és kinevezték a kassai jogakadémiára segédnek. 1864-ben rendkívüli és 1868. október 1-től rendes tanári megbízatást kapott. 1884. augusztus 7-től a Kassai Királyi Jogakadémia igazgatója volt, amely tisztséget 1904-ben történt nyugdíjazásáig töltötte be. Tagja volt Kassa város törvényhatósági bizottságának és választmányi tagja több egyesületnek.
1902. október 13-án a király dernői előnévvel nemességet adományozott neki, míg nyugdíjazásakor a Vaskorona-rend harmadosztályú keresztjével tüntették ki.
Még a nyolcvanas éveiben is rugalmasan és frissen mozgott, szellemi képességeit teljes mértékben megőrizve. 1920-ban, 84 éves korában hunyt el Nyíregyházán.

## Munkássága
Számos szakmai cikket írt különböző lapokba, 1870–1872 között munkatársa volt a Kaschauer Zeitungnak, majd szerkesztője az Abaúj-kassai Közlönynek is. Szerkesztőként megjelenik a neve az 1875–1879 között működő Kassa és Vidéke című politikai hetilap és a kassai jog és államtudományi kar évkönyveinek a szerkesztőjeként is. Cikkei a Figyelőben (I. 1876. A társadalmi viszonyok irodalomtörténeti hatása, II. 1877. Latin íróinkról), a Kassa és Vidékében (1874–79), a Jogtudományi Közlönyben (1882., 1890., 1892), a Jogban (1885., 1887., 1890., 1893., 1894) és a Jogászgyűlés Évkönyveiben; a Magyarország vármegyei és városai I. Abaúj-Torna vármegye és Kassa. Budapest, 1896. című munkában (Kassa közoktatásának története); 1870–72-ben a Kaschauer Zeitungnak is munkatársa majd főszerkesztője volt, németül írt és abból fordított.
Emellett számos művet, főként színműveket fordított franciából. főként a Carré-színpadon előadott következő darabokat: A „Báli cipők" írta Gadean Octave. A „Börze" írta Touzard. „A menekülők" írták Anicet Bourgois és Duque. „Egy nap Diderot életéből" írta Michel Carré stb.
Illetve: Credo (Hiszek) vagy a keresztény lélek menedéke a mostani időkben. Írta: Msgr. Gaume. Franciából fordította Dr. Klekner Alajos. Szent-István-Társulat bizománya. 1911.

### Művei
- Az erdőtörvény (1879. évi XXXI. törvénycikk) magyarázata. Budapest, 1881.
- Adalék a lélek életrendjéhez. B. Feuchtersleben Ernő 32. német kiadása után ford. Budapest, 1882. (Olcsó Könyvtár 145. és 354–356. sz. 1897-ben).
- Olaszhoni utazásunk emléke. Kassa, 1887. (Előbb az Abauj-Kassai Közlönyben.)